# Odo Bujwid

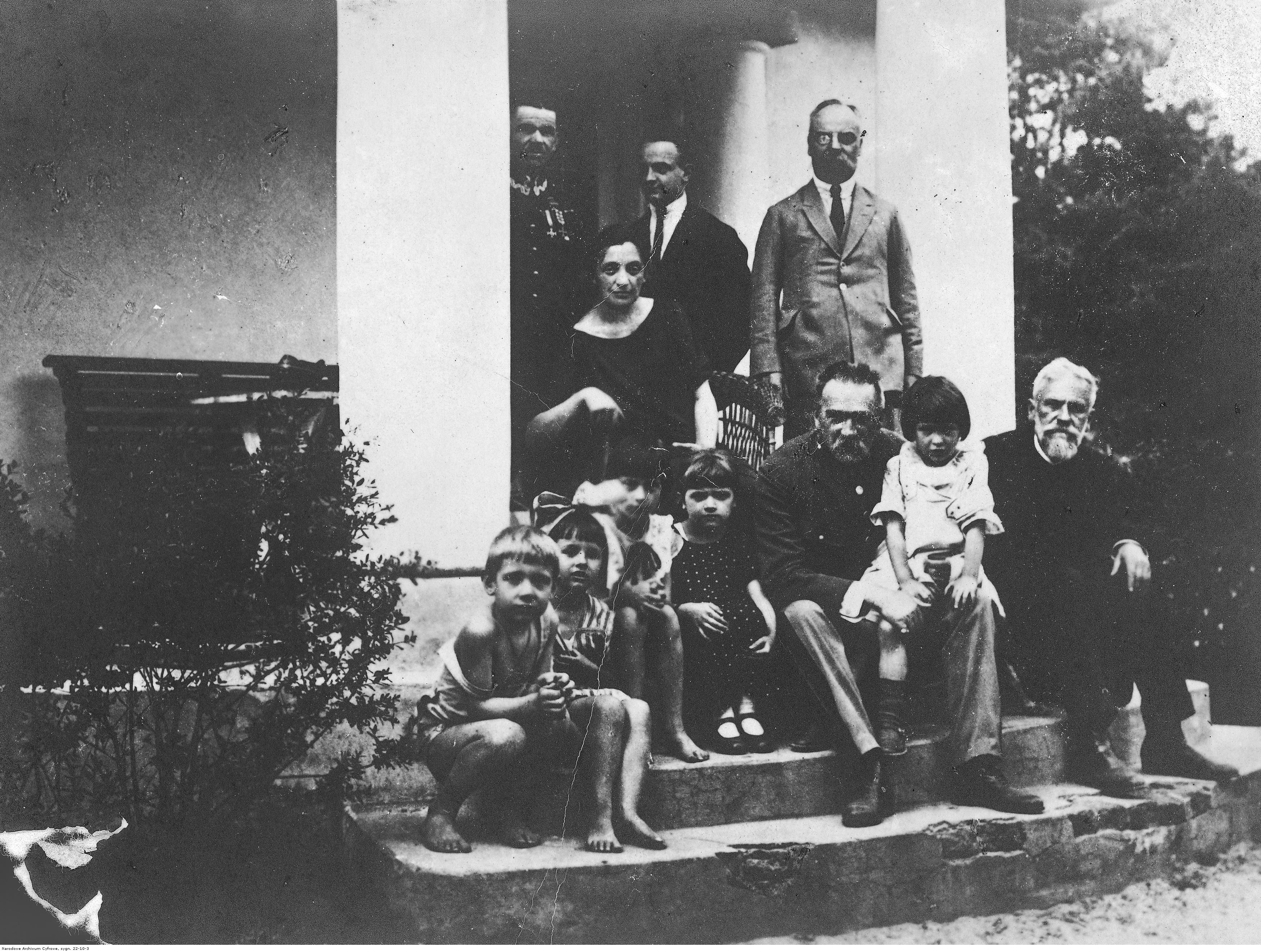
Odo Bujwid (pierwszy od prawej) w towarzystwie marsz. Józefa Piłsudskiego i jego rodziny. Sulejówek, rok 1925

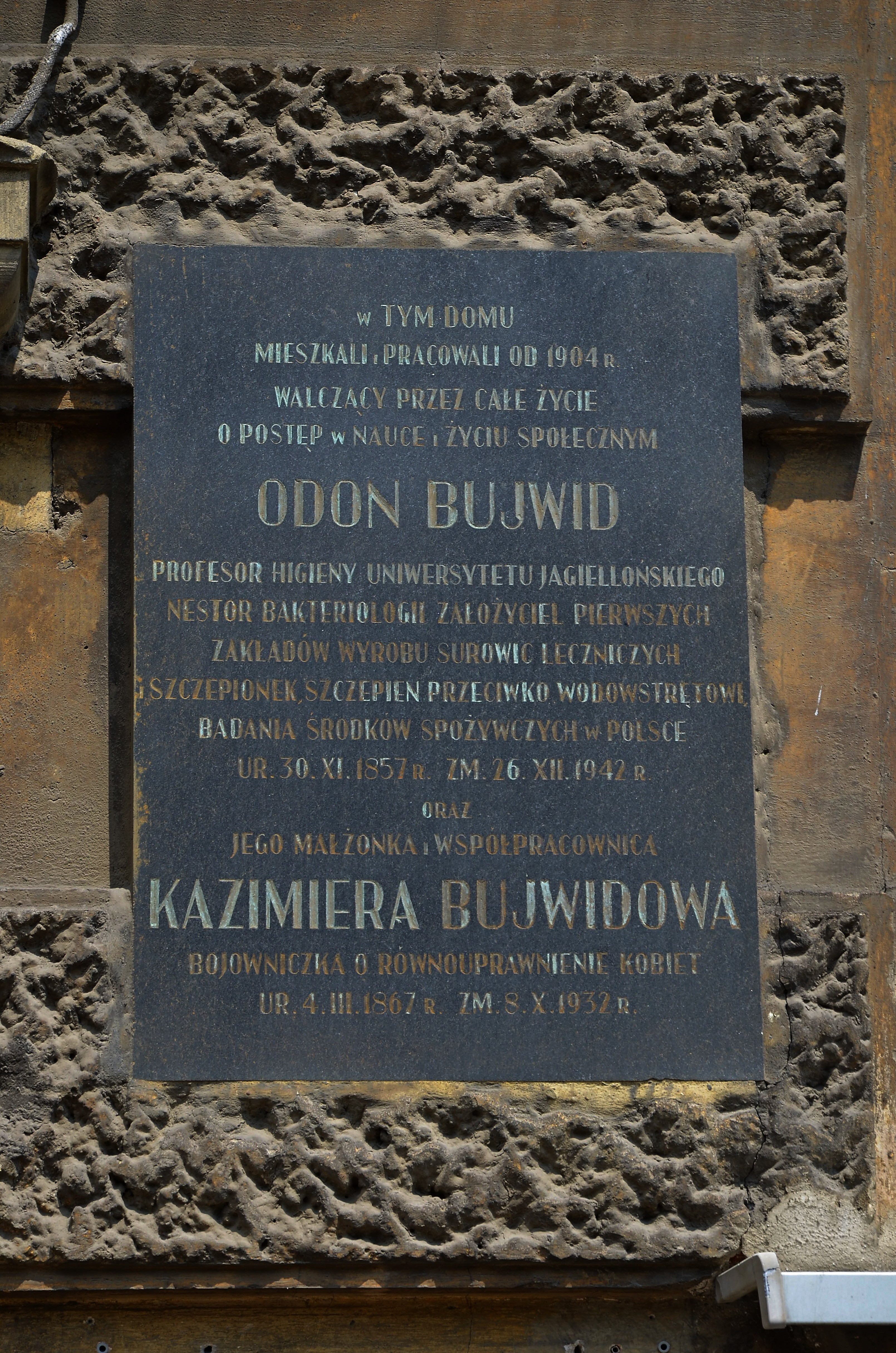
Tablica na ścianie kamienicy przy ul. Lubicz 34 w Krakowie, gdzie znajduje się Muzeum Odona Bujwida

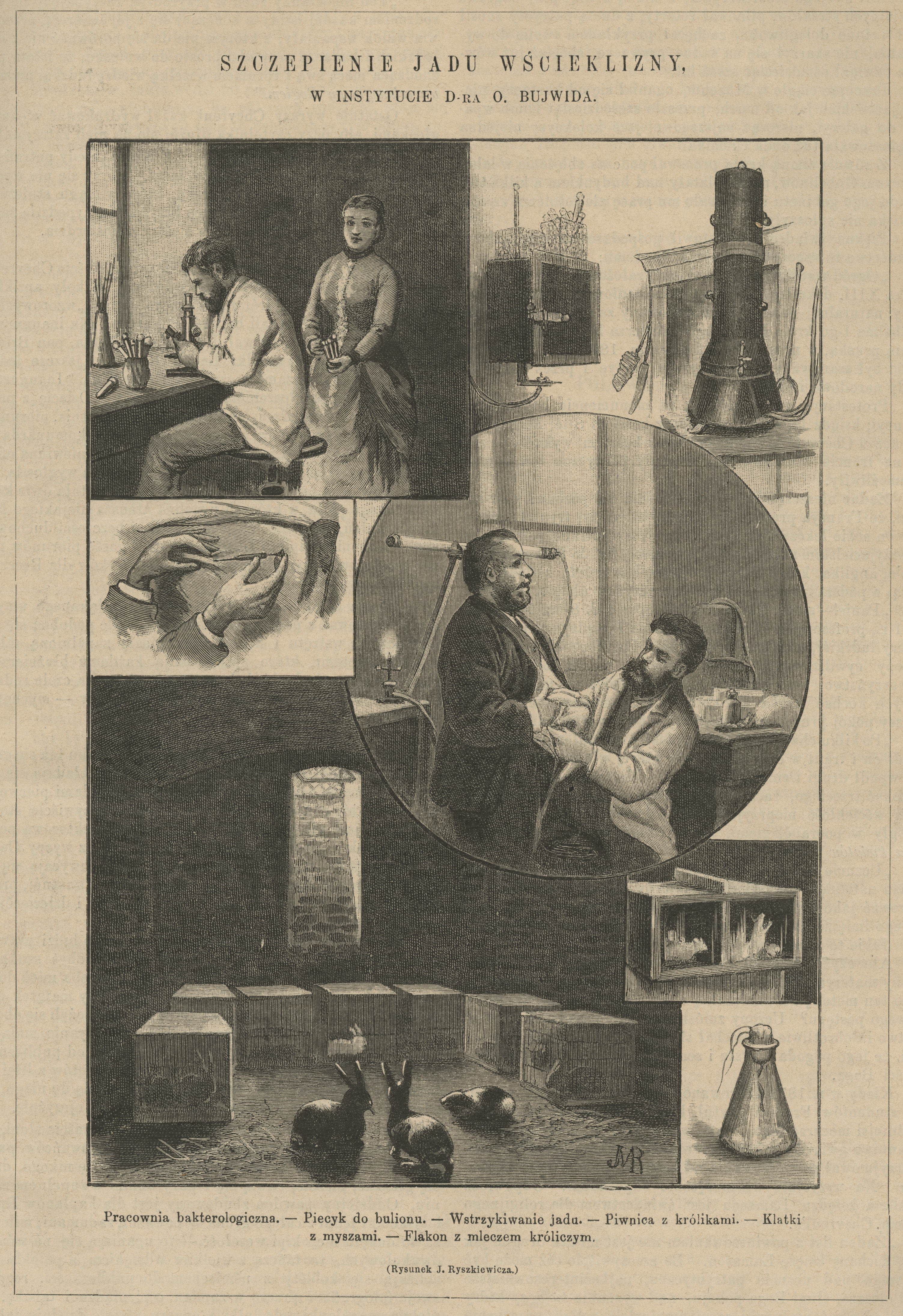
Szczepienie w Instytucie O. Bujwida

Odo Feliks Kazimierz Bujwid (ur. 30 listopada 1857 w Wilnie, zm. 25 grudnia (inne źródła podają 26) 1942 w Krakowie) – pierwszy polski bakteriolog, pionier higieny i profilaktyki zdrowotnej, jeden z pierwszych polskich naukowców zajmujących się wytwórczością szczepionek leczniczych, w tym przeciwko wściekliźnie, członek korespondent Towarzystwa Muzeum Narodowego Polskiego w Rapperswilu od 1894 roku.

## Życiorys
Urodzony w Wilnie wywodził się ze zubożałej szlachty litewskiej. Syn Feliksa i Berty z Danów. Jego ojciec przeniósł się do Warszawy i jako urzędnik pracował w magistracie. Na Cesarskim Uniwersytecie Warszawskim studiował medycynę, a przygotowanie fachowe do specjalizacji bakteriologicznej zdobył w Berlinie u Roberta Kocha i w Paryżu w instytucie Ludwika Pasteura. W Warszawie założył pierwszy w Polsce instytut zapobiegania wściekliźnie oraz stacje badania produktów spożywczych.
W 1893 Rada Wydziału Lekarskiego Uniwersytetu Jagiellońskiego zaproponowała mu objęcie nowo utworzonej katedry higieny. Bujwid przeniósł się do Krakowa, mimo że konserwatywne grupy uniwersyteckie z rezerwą i niechęcią odnosiły się do nowych prądów przyrodniczo-naukowych propagowanych przez przybysza z Kongresówki. Od początku rozwinął niezwykle intensywną działalność naukową, a ponadto stworzył w Krakowie drugi na terenie kraju zakład szczepień pasteurowskich.
Obok publikowania licznych rozpraw naukowych, aktywnie pracował społecznie. W 1896 wybrany radnym m. Krakowa, przyczynił się do założenia wodociągów i sieci kanałów w mieście. Był zwolennikiem upowszechnienia oświaty, współtwórcą miejscowego III koła Towarzystwa Szkoły Ludowej, organizatorem – wraz z żoną – pierwszego gimnazjum żeńskiego, popierał walkę kobiet o dopuszczenie do studiów uniwersyteckich. Przyciągał do siebie młodych ludzi o nowoczesnych poglądach, a jego dom stał się ogniskiem skupiającym przedstawicieli postępowej inteligencji krakowskiej. W okresie międzywojennym był członkiem Rady Przybocznej Prezydenta oraz w latach 1931–1933 Tymczasowej Rady Miejskiej. Propagował język esperanto, był wydawcą czasopisma Pola Esperantisto. W swoim domu przy ulicy Lubicz 34 założył wytwórnię surowic i szczepionek, która w czasie okupacji niemieckiej dostarczała ludności polskiej szczepionek przeciwko durowi plamistemu. W budynku tym umiejscowione zostało Muzeum Odona Bujwida.
Był człowiekiem niezwykle pracowitym i zorganizowanym. Jak napisała jego córka Jadwiga Demlowa: „Nie znosił lenistwa, marnotrawstwa, był wrogiem zaciętym picia wódki, palenia papierosów, gry w karty i przebywania w knajpach”.
Zainteresowany ideą rotariańską był inicjatorem założenia Krakowskiego Klubu Rotary, był jego prezesem, tworząc organizację z wielkim zaangażowaniem, zapraszając do komitetu organizacyjnego znanych sobie i zaprzyjaźnionych ludzi: Juliusza Dunikowskiego i Tadeusza Dyboskiego.
W wieku 75 lat, po śmierci żony zaczął pisać dziennik, najpierw w postaci listów do żony, później w formie klasycznych zapisków.
Był członkiem Komitetu Organizacyjnego Ligi Obrony Praw Człowieka i Obywatela w Krakowie, członkiem Komitetu Przyjaciół Pokoju. Do maja 1933 był prezesem zarządu Okręgu V Związku Rezerwistów, a po ustąpieniu został wybrany członkiem zarządu. W 1935 roku był członkiem krakowskiej loży wolnomularskiej Przesąd Zwyciężony. 
Zmarł 25 grudnia 1942. Pochowany został na cmentarzu Rakowickim w Krakowie (kwatera XVIII-płd-po lewej Bieleckich).

### Rodzina
Jego żoną od 1886 roku była Kazimiera Bujwidowa z Klimontowiczów, jedna z najważniejszych postaci ruchu feministycznego pierwszej fali w Polsce. Miał z nią sześcioro dzieci: Kazimierę, Zofię, Jadwigę,  Helenę, Stanisława i Jana.
Córka Helena, po mężu Jurgielewiczowa, jako pierwsza kobieta otrzymała w dniu 5 maja 1923 dyplom lekarza weterynarii po ukończeniu z ogólnym wynikiem celującym Akademii Medycyny Weterynaryjnej we Lwowie. Helena była porucznikiem 11 Pułku Ułanów Legionowych, odznaczona czterokrotnie Krzyżem Walecznych za męstwo wykazane w czasie Obrony Lwowa.
Syn Stanisław (ur. 8 lipca 1895 w Krakowie) był porucznikiem kawalerii rezerwy Wojska Polskiego, inżynier, odznaczonym Krzyżem Niepodległosci i Krzyżem Walecznych. W 1913 złożył maturę w c. k. Gimnazjum III w Krakowie. W czasie I wojny światowej walczył w szeregach 1 i 2 Pułku Ułanów Legionów Polskich. W 1917 ukończył kawaleryjski kurs oficerski. Zmarł 30 maja 1951.
Najmłodszy z rodzeństwa – Jan (1899–1984) kapitan piechoty rezerwy Wojska Polskiego, inżynier. Od 30 października 1916 służył w 2. oddziale karabinów maszynowych 1 Pułku Piechoty Legionów Polskich. Przed II wojną światową był znanym hodowcą bydła, naukowcem oraz wybitnym trenerem wioślarstwa (przed II wojną światową trenował m.in. mistrzów Europy i medalistów olimpijskich Rogera Vereya i Jerzego Ustupskiego, potem był twórcą wrocławskiego powojennego wioślarstwa i trenerem olimpijczyków z AZS Wrocław). W czasie kampanii wrześniowej 1939 był dowódcą 3. kompanii ckm 20 Pułku Piechoty Ziemi Krakowskiej. W czasie okupacji niemieckiej był żołnierzem Armii Krajowej.

## Ordery i odznaczenia
- Krzyż Komandorski Orderu Odrodzenia Polski (9 listopada 1932)[20]
- Złoty Krzyż Zasługi (19 marca 1937)[21]